# Kyosuke Takami
Kyosuke Takami est un boxeur japonais né le 5 avril 2002 à Tokyo.

## Carrière
Passé professionnel en 2022, il devient champion du Japon des poids mi-mouches le 8 avril 20225 puis remporte le titre mondial WBA de la catégorie le 30 juillet suivant après sa victoire par arrêt de l'arbitre au 10e round contre Erick Rosa le 30 juillet 2025.